# Coiffe dorée de la tombe du Cheval céleste
La coiffe dorée de la tombe du Cheval céleste est une couvre-chef retrouvé dans la tombe du Cheval céleste, un site archéologique de Gyeongju datant de Silla. Cette coiffe est l'un des Trésors nationaux de Corée du Sud, le n°189.

## Découverte
Le chapeau a été découvert entre un cercueil et une caisse contenant les restes du défunt. 

## Usage
De petites dimensions, il semble avoir été utilisé pour se placer sur un autre couvre-chef. 

## Description
Ce chapeau en demi-cercle avec une base évasée est composé de quatre parties. La partie inférieure a la forme d'un arc, comme celui utilisé pour le tir. La partie supérieure est ornée de lignes formant des sourcils, des petits trous et des points. En dessous se trouve une autre gravure en forme de nuages.